# آقای مرسدس (مجموعه تلویزیونی)
آقای مرسدس (انگلیسی: Mr. Mercedes) درامی جنایی است بر اساس سه‌گانه بیل هاجز اثر استیون کینگ که شامل آقای مرسدس، فایندرز کیپرز (جوینده یابنده است) و پایان کشیک می‌شود. این مجموعه از ۹ اوت ۲۰۱۷ از شبکه آدینس پخش شده‌است. توسعه‌دهنده این مجموعه دیوید ای کلی است و از بازیگران آن می‌توان به برندن گلیسون و هری ترداوی اشاره کرد. در نوامبر ۲۰۱۸ آدینس مجموعه را برای فصل سوم تمدید کرد که پخشش از ۱۰ سپتامبر ۲۰۱۹ آغاز شد.